# Letiště Mukejbla
Letiště Mukejbla je opuštěné vojenské letiště nacházející se v severní části Západního břehu, přibližně 1 km jihozápadně od obce Mukejbla v Izraeli a 3 km severně od Dženínu.
Letiště bylo postaveno v roce 1917 v osmanské Palestině německou Luftstreitkräfte. V roce 1918, po bitvě u Megida, bylo letiště používáno jako vojenské letiště Royal Air Force, s označením RAF Muqeible. Během bojů v Africe v průběhu druhé světové války bylo také používáno letectvem Armády Spojených států. Jednotky 9. skupiny USAAF byly přiřazeny na letiště při jejich prvním příjezdu do oblasti, a po sestavení byly převeleny na bojová letiště v Egyptě, odkud létaly mise proti silám Osy v Západním Egyptě a Libyi. Známé jednotky USAAF, které používaly letiště jsou:
- 57. stíhací skupina, 20. července – 15. září 1942, P-40 Warhawk
- 64. stíhací peruť, 19. srpna – 16. září 1942
- 65. stíhací peruť, 29. července – 5. srpna 1942; 29. srpna – 16. září 1942

Po válce bylo letiště pravděpodobně opuštěno. Dnes se letiště skládá ze dvou rozpadajících se betonových drah, jedna směrem severovýchod–jihozápad, přibližně 02/20, druhá ve směru východ–západ, 09/27. Směr východ–západ zůstává stále v původní šířce a délce, se silnicí vybudovanou přes celou délku dráhy. Z travnaté plochy letiště se staly obdělávaná pole, z podpůrných budov se žádné nezachovaly. Malé betonové zemědělské silnice v blízkosti drah letiště jsou zbytky pojezdových drah.